# Richard Illge

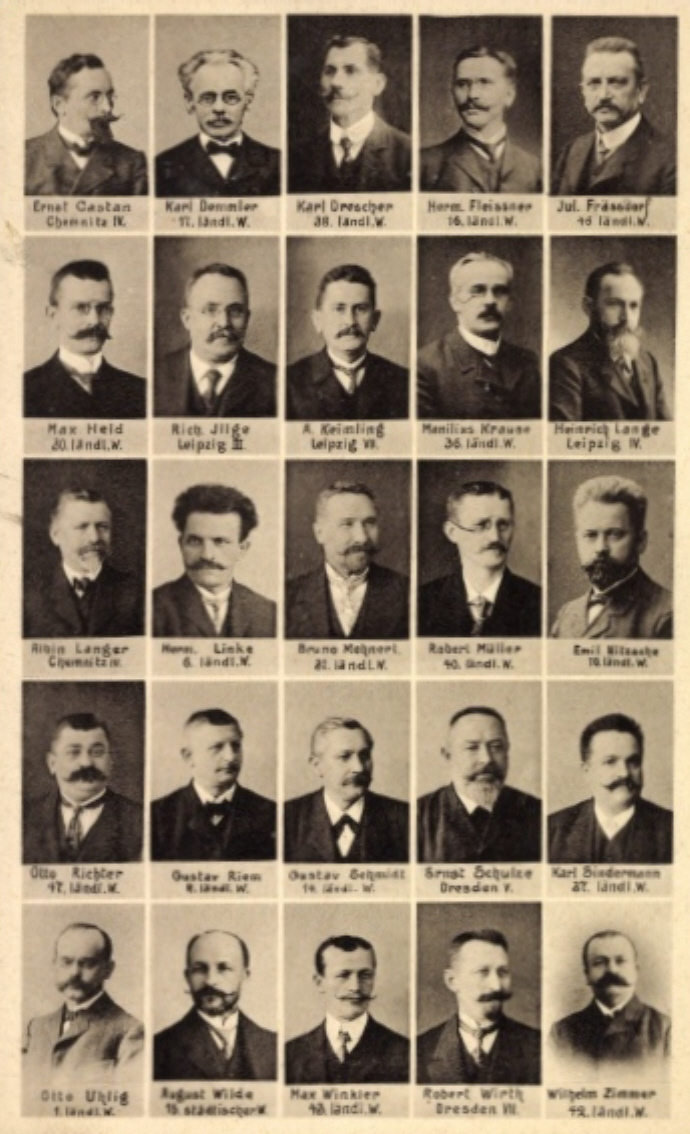
Richard Illge (zweite Reihe von oben, zweiter von links) und die anderen Mitglieder der sozialdemokratischen Fraktion des sächsischen Landtags, 1909

Reinhold Richard Illge (* 21. September 1868 in Gohlis; † 8. Dezember 1948 in Leipzig) war ein deutscher Politiker (SPD).

## Leben und Wirken
Nach einer Schriftsetzerlehrer arbeitete Illge als Steindrucker. Ab 1887 war er Mitarbeiter am Leipziger Wähler. Von April 1890 bis Oktober 1894 war er als Redakteur beim sozialdemokratischen Volksblatt in Halle. Im Oktober 1894 erlangte er das Bürgerrecht und arbeitete fortan als Redakteur bei der Leipziger Volkszeitung. Von der Leipziger Buchdrucker-AG wurde er 1917 als Mehrheitssozialist entlassen. Nach Ende des Ersten Weltkriegs war er am Aufbau der Freien Presse beteiligt. 1922 konnte er wieder in die Redaktion der Leipziger Volkszeitung eintreten, bevor er dann 1925 in den Ruhestand eintrat.
Von 1909 bis 1918 vertrat er den Wahlkreis Stadt Leipzig 3 in der II. Kammer des Sächsischen Landtags des Königreichs Sachsen. Nach Kriegsende gehörte er 1919/20 auch der Sächsischen Volkskammer an.

## Schriften
- Zur Wahlrechtsbewegung in Sachsen. Leipzig 1903
- Zehn Jahre unter dem Dreiklassenwahlunrecht, Eine Denkschrift zur Wahlrechtsbewegung in Sachsen. Leipzig 1906